# Гальванометр

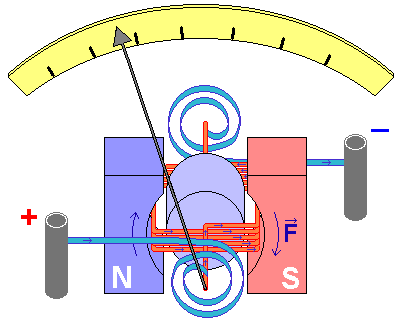
Схема роботи гальванометра

Гальвано́метр (гальвано — від прізвища ученого Луїджі Гальвані і дав.-гр. metréo — вимірюю) — високочутливий прилад для вимірювання малих постійних і змінних електричних струмів. На відміну від звичайних мікроамперметрів, шкала гальванометра може бути проградуйована не лише в одиницях сили струму, але й в одиницях напруги, інших фізичних величин, або мати умовне, безрозмірне градуювання, наприклад, при використанні як нуль-індикаторів.

## Різновиди і будова

### Магнітоелектричний
Являє собою провідну рамку (зазвичай намотана тонким проводом), закріплену на осі в магнітному полі постійного магніту. При відсутності струму в рамці вона утримується пружиною в деякому нульовому положенні. Якщо ж по рамці протікає струм, то рамка відхиляється на кут, пропорційний силі струму, що залежить від жорсткості пружини й індукції магнітного поля. Стрілка, закріплена на рамці, показує значення струму в тих одиницях, в яких відградуйована шкала гальванометра.
Від інших конструкцій магнітоелектрична система відрізняється найбільшою лінійністю градуювання шкали приладу (в одиницях сили струму або напруги) і найбільшою чутливістю (мінімальним значенням струму повного відхилення стрілки).

Історично найперша конструкція гальванометра містить нерухому котушку зі струмом і рухливий магніт (у приладах постійного струму) або сердечник з магнітного матеріалу (для приладів, які вимірюють і постійний, і змінний струм), що втягується в котушку або повертається щодо неї.
Дана конструкція відрізняється більшою простотою, відсутністю необхідності робити котушку можливо меншого розміру і ваги (що потрібно для магнітоелектричної системи), відсутністю проблеми підведення струму до рухомої котушки. Однак такі прилади відрізняються значною нелінійністю шкали (через нерівномірності магнітного поля осердя і крайових ефектів котушки) і відповідною складністю градуювання. Тим не менше, застосування даної конструкції приладів як амперметрів змінного струму відносно великої величини виправдане більшою простотою конструкції та відсутністю додаткових випрямних елементів і шунтів. Вольтметри ж змінного і постійного струму електромагнітної системи найзручніші для контролю вузького діапазону значень напруги, оскільки початкова ділянка шкали приладу сильно стиснута, а контрольована ділянка може бути розтягнута.

### Електродинамічний
Як рухомий і нерухомий елементи використовуються котушки зі струмом.

### Тепловий
- Містять провідник зі струмом, що подовжується при нагріванні, та важільну систему, що перетворює це подовження в рух стрілки.

### Інші елементи і особливості конструкції
- Елементи балансування. При їх відсутності гальванометр розрахований на роботу тільки в горизонтальному положенні шкали, або тільки у вертикальному.
- Аретир — елементи конструкції приладу, що забезпечують фіксацію механізму у транспортному, неробочому положенні.
- Заспокоювач — повітряний (у вигляді пелюстки, що переміщається всередині спеціального профілю) або електромагнітний (короткозамкнений виток). Служить для зведення до мінімуму часу вимірювання. Може відображатися в балістичного гальванометра.
- Пружини, як правило, є провідниками, по яких струм подається до рамки магнітоелектричного або до рухомої рамки електродинамічного приладу. У деяких конструкціях віссю і одночасно крутильними пружинами є провідники, на яких розтягується рамка.
- Кріплення однієї з пружин виготовляється поворотним і служить для встановлення стрілки в нульове положення шкали при відсутності струму.
- Як і в інших стрілкових вимірювальних приладах, шкала, крім градуювання, може для підвищення точності зчитування показань приладу мати дзеркало, в якому відображається частина стрілки приладу. Це дзеркало полегшує правильне позиціювання ока спостерігача, при якому промінь зору перпендикулярний до площини шкали.

### Дзеркальний гальванометр
Великої точності вимірювань, а також найбільшої швидкості реакції стрілки можна досягти, використовуючи дзеркальний гальванометр, в якому вказівником слугує невелике дзеркальце. Відбитий від нього промінь світла грає роль стрілки.

### Струнний гальванометр
Струнний гальванометр був розроблений Еклером та Ейнтговеном на початку XX століття.
Запис коливань струни гальванометра здійснювався за допомогою фотографічного апарата та кімографа.